# British Academy Film Awards 2007

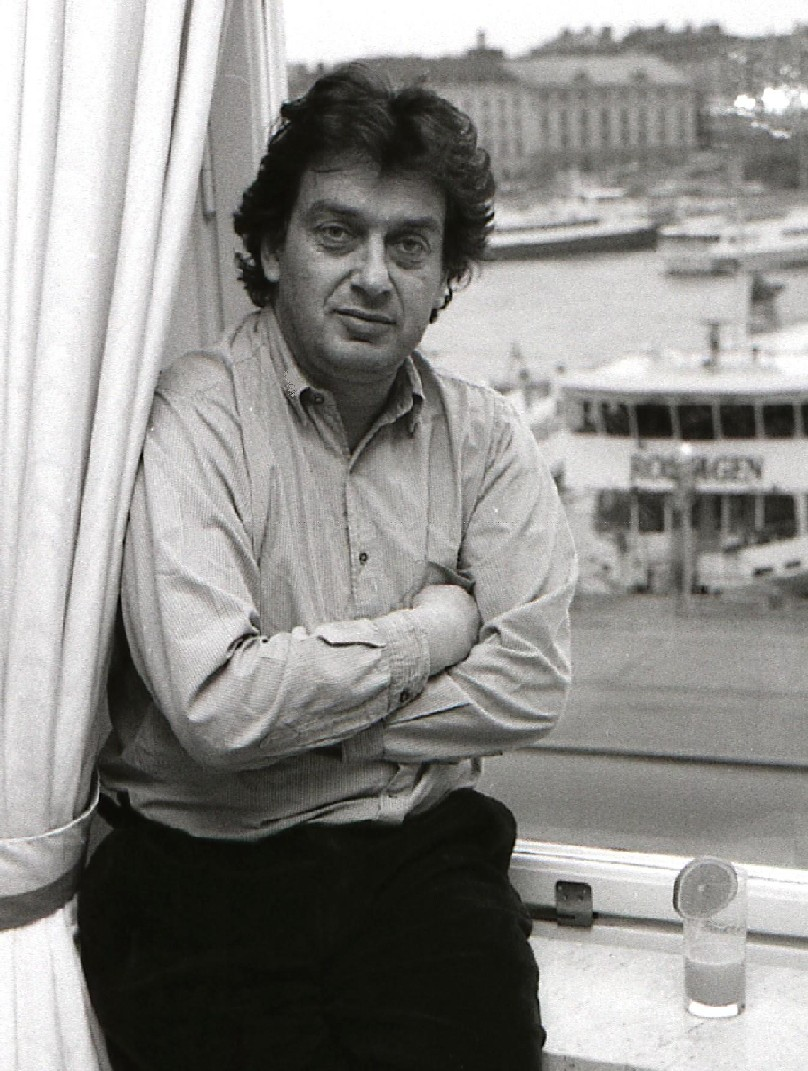
Der britische Filmregisseur Stephen Frears (Die Queen)

Die 60. British Academy Film Awards fanden am 11. Februar 2007 im Royal Opera House in London statt. Als Favorit auf den wichtigsten britischen Filmpreis galt Stephen Frears’ hochgelobte Elisabeth-II.-Biografie Die Queen mit Helen Mirren in der Titelrolle. Die britisch-französisch-italienische Koproduktion durfte sich Hoffnungen auf zehn Auszeichnungen machen und setzte sich schließlich in den Kategorien Bester Film und Beste Hauptdarstellerin (Mirren) durch. Erfolgreicher waren nur Guillermo del Toros Pans Labyrinth und Kevin Macdonalds Der letzte König von Schottland – In den Fängen der Macht. Del Toros märchenhafter Film über ein junges Mädchen, das sich zur Zeit des Franco-Regimes nach dem Zweiten Weltkrieg in eine Traumwelt flüchtet, setzte sich als beste nicht englischsprachige Produktion unter anderem gegen Pedro Almodóvars Volver – Zurückkehren und Mel Gibsons Apocalypto durch und gewann die Preise für Maske und Kostüme. Macdonalds Politbiografie über die Gräueltaten des ugandischen Diktators Idi Amin brachte dem bereits mit dem Golden Globe Award ausgezeichneten Forest Whitaker die Trophäe für den besten Hauptdarsteller ein und wurde als beste britische Filmproduktion des Jahres und für das beste adaptierte Drehbuch geehrt.
Ebenfalls je zwei Auszeichnungen gewannen die US-amerikanische Komödie Little Miss Sunshine sowie die Dramen Flug 93 und Children of Men. Für Casino Royale waren Bond-Girl Eva Green als beste Nachwuchsdarstellerin (Orange Rising Star Award) und die Tontechniker siegreich, während Titelheld Daniel Craig schon allein durch seine Nominierung als bester Hauptdarsteller einen Erfolg feiern konnte. Die British Academy of Film and Television Arts, die die Filmpreise seit 1948 vergibt, hatte zuvor sämtliche Schauspielleistungen der 007-Darsteller ignoriert. Flug 93, der sich gemeinsam mit Oliver Stones World Trade Center des US-amerikanischen Traumas des 11. September 2001 annimmt, wurde unter anderem mit dem Regiepreis ausgezeichnet. Der Brite Paul Greengrass setzte sich damit gegen Alejandro González Iñárritu (Babel) und Martin Scorsese (Departed – Unter Feinden) durch. González Iñárritus moderne Parabel auf den biblischen Turmbau konnte nur den Preis für die beste Filmmusik erringen, während Scorseses Gangsterfilm mit Leonardo DiCaprio, Matt Damon und Jack Nicholson in den Hauptrollen unprämiert blieb. Beiden Filmen wurde bei der 79. Oscarverleihung am 25. Februar 2007 große Chancen eingeräumt den Academy Award für den besten Film des Jahres zu erhalten.
Schon bei der Bekanntgabe der Nominierungen keinen Eindruck hinterlassen konnte dagegen Sacha Baron Cohens Mockumentary Borat über die Erlebnisse eines angeblichen kasachischen TV-Reporters in den USA. Die Mockumentary spielte in den USA mehr als 116 Millionen US-Dollar (ca. 88,5 Millionen Euro) ein. Nur zwei Nominierungen hatte Bill Condons Musical-Verfilmung Dreamgirls erhalten, die bei der Verleihung der Golden Globe Awards 2007 drei Preise erhielt. Nebendarstellerin Jennifer Hudson konnte ihrem Favoritenstatus gerecht werden und gewann nach dem Golden Globe auch den BAFTA Award. Keine Berücksichtigung fand dagegen Florian Henckel von Donnersmarcks Film Das Leben der Anderen, der erst am 13. April 2007 in den britischen Kinos startete. Der vielfach prämierte deutsche Beitrag für eine Oscar-Nominierung als beste fremdsprachige Filmproduktion hatte sich bei der Verleihung des Europäischen Filmpreises 2006 noch gegen Pedro Almodóvars zweifach für den BAFTA Award nominierte Tragikomödie Volver – Zurückkehren durchgesetzt.
| Film                                                      | N  | A |
| --------------------------------------------------------- | -- | - |
| Die Queen                                                 | 10 | 2 |
| James Bond 007: Casino Royale                             | 9  | 1 |
| Pans Labyrinth                                            | 8  | 3 |
| Babel                                                     | 7  | 1 |
| Departed – Unter Feinden                                  | 6  | 0 |
| Flug 93                                                   | 6  | 2 |
| Little Miss Sunshine                                      | 6  | 2 |
| Der letzte König von Schottland – In den Fängen der Macht | 5  | 3 |
| Der Teufel trägt Prada                                    | 5  | 0 |
| Pirates of the Caribbean – Fluch der Karibik 2            | 5  | 1 |
| Children of Men                                           | 3  | 2 |
| Marie Antoinette                                          | 3  | 0 |
| Tagebuch eines Skandals                                   | 3  | 0 |
| Die History Boys – Fürs Leben lernen                      | 2  | 0 |
| Dreamgirls                                                | 2  | 1 |
| Happy Feet                                                | 2  | 1 |
| Venus                                                     | 2  | 0 |
| Volver – Zurückkehren                                     | 2  | 0 |

## Preisträger und Nominierte

### Bester Film
Die Queen (The Queen) – Andy Harries, Christine Langan, Tracey Seaward
Babel – Alejandro González Iñárritu, Jon Kilik, Steve Golin
Departed – Unter Feinden (The Departed) – Brad Pitt, Brad Grey, Graham King
Der letzte König von Schottland – In den Fängen der Macht (The Last King of Scotland) – Andrea Calderwood, Lisa Bryer, Charles Steel
Little Miss Sunshine – Albert Berger, David T. Friendly, Ron Yerxa

### Bester britischer Film (Alexander Korda Award)
Der letzte König von Schottland – In den Fängen der Macht (The Last King of Scotland) – Andrea Calderwood, Lisa Bryer, Charles Steel, Kevin Macdonald, Peter Morgan, Jeremy Brock
Die Queen (The Queen) – Andy Harries, Christine Langan, Tracey Seaward, Stephen Frears, Peter Morgan
Flug 93 (United 93) – Tim Bevan, Lloyd Levin, Paul Greengrass
James Bond 007: Casino Royale (Casino Royale) – Michael G. Wilson, Barbara Broccoli, Martin Campbell, Neal Purvis, Robert Wade, Paul Haggis
Tagebuch eines Skandals (Notes on a Scandal) – Scott Rudin, Robert Fox, Richard Eyre, Patrick Marber

### Beste Regie (David Lean Award)
Paul Greengrass – Flug 93 (United 93)
Jonathan Dayton und Valerie Faris – Little Miss Sunshine
Stephen Frears – Die Queen (The Queen)
Alejandro González Iñárritu – Babel
Martin Scorsese – Departed – Unter Feinden (The Departed)

### Bester Hauptdarsteller
Forest Whitaker – Der letzte König von Schottland – In den Fängen der Macht (The Last King of Scotland)
Daniel Craig – James Bond 007: Casino Royale (Casino Royale)
Leonardo DiCaprio – Departed – Unter Feinden (The Departed)
Richard Griffiths – Die History Boys – Fürs Leben lernen (The History Boys)
Peter O’Toole – Venus

### Beste Hauptdarstellerin
Helen Mirren – Die Queen (The Queen)
Penélope Cruz – Volver – Zurückkehren (Volver)
Judi Dench – Tagebuch eines Skandals (Notes on a Scandal)
Meryl Streep – Der Teufel trägt Prada (The Devil Wears Prada)
Kate Winslet – Little Children

### Bester Nebendarsteller
Alan Arkin – Little Miss Sunshine
James McAvoy – Der letzte König von Schottland – In den Fängen der Macht (The Last King of Scotland)
Jack Nicholson – Departed – Unter Feinden (The Departed)
Leslie Phillips – Venus
Michael Sheen – Die Queen (The Queen)

### Beste Nebendarstellerin
Jennifer Hudson – Dreamgirls
Emily Blunt – Der Teufel trägt Prada (The Devil Wears Prada)
Abigail Breslin – Little Miss Sunshine
Toni Collette – Little Miss Sunshine
Frances de la Tour – Die History Boys – Fürs Leben lernen (The History Boys)

### Beste darstellerische Nachwuchsleistung(Orange Rising Star Award)
Eva Green
Emily Blunt
Naomie Harris
Cillian Murphy
Ben Whishaw

### Bestes adaptiertes Drehbuch
Jeremy Brock, Peter Morgan – Der letzte König von Schottland – In den Fängen der Macht (The Last King of Scotland)
Paul Haggis, Neal Purvis, Robert Wade – James Bond 007: Casino Royale (Casino Royale)
Patrick Marber – Tagebuch eines Skandals (Notes on a Scandal)
Aline Brosh McKenna – Der Teufel trägt Prada (The Devil Wears Prada)
William Monahan – Departed – Unter Feinden (The Departed)

### Bestes Original-Drehbuch
Michael Arndt – Little Miss Sunshine
Guillermo Arriaga – Babel
Guillermo del Toro – Pans Labyrinth (El laberinto del fauno)
Paul Greengrass – Flug 93 (United 93)
Peter Morgan – Die Queen (The Queen)

### Beste Kamera
Emmanuel Lubezki – Children of Men
Barry Ackroyd – Flug 93 (United 93)
Phil Meheux – James Bond 007: Casino Royale (Casino Royale)
Guillermo Navarro – Pans Labyrinth (El laberinto del fauno)
Rodrigo Prieto – Babel

### Bestes Szenenbild
Jim Clay, Geoffrey Kirkland, Jennifer Williams – Children of Men
K. K. Barrett, Véronique Melery – Marie Antoinette
Eugenio Caballero, Pilar Revuelta – Pans Labyrinth (El laberinto del fauno)
Cheryl Carasik, Rick Heinrichs – Pirates of the Caribbean – Fluch der Karibik 2 (Pirates of the Caribbean: Dead Man’s Chest)
Peter Lamont, Simon Wakefield – James Bond 007: Casino Royale (Casino Royale)

### Beste Kostüme
Lala Huete – Pans Labyrinth (El laberinto del fauno)
Consolata Boyle – Die Queen (The Queen)
Milena Canonero – Marie Antoinette
Patricia Field – Der Teufel trägt Prada (The Devil Wears Prada)
Penny Rose – Pirates of the Caribbean – Fluch der Karibik 2 (Pirates of the Caribbean: Dead Man’s Chest)

### Beste Maske
José Quetglás, Blanca Sánchez – Pans Labyrinth (El laberinto del fauno)
Desideria Corridoni, Jean-Luc Russier – Marie Antoinette
Angel De Angelis, Nicole Ledermann – Der Teufel trägt Prada (The Devil Wears Prada)
Ve Neill, Martin Samuel – Pirates of the Caribbean – Fluch der Karibik 2 (Pirates of the Caribbean: Dead Man’s Chest)
Daniel Phillips – Die Queen (The Queen)

### Beste Filmmusik (Anthony Asquith Award)
Gustavo Santaolalla – Babel
David Arnold – James Bond 007: Casino Royale (Casino Royale)
Alexandre Desplat – Die Queen (The Queen)
Henry Krieger – Dreamgirls
John Powell – Happy Feet

### Bester Ton
Martin Cantwell, Eddy Joseph, Chris Munro, Mike Prestwood Smith, Mark Taylor – James Bond 007: Casino Royale (Casino Royale)
Jaime Baksht, Martín Hernández, Miguel Ángel Polo – Pans Labyrinth (El laberinto del fauno)
Christopher Boyes, Paul Massey, Lee Orloff, George Watters II – Pirates of the Caribbean – Fluch der Karibik 2 (Pirates of the Caribbean: Dead Man’s Chest)
Doug Cooper, Eddy Joseph, Chris Munro, Mike Prestwood Smith, Oliver Tarney – Flug 93 (United 93)
José Antonio García, Martín Hernández, Christian P. Minkler, Jon Taylor – Babel

### Bester Schnitt
Clare Douglas, Richard Pearson, Christopher Rouse – Flug 93 (United 93)
Stuart Baird – James Bond 007: Casino Royale (Casino Royale)
Douglas Crise, Stephen Mirrione – Babel
Thelma Schoonmaker – Departed – Unter Feinden (The Departed)
Lucia Zucchetti – Die Queen (The Queen)

### Beste visuelle Effekte
Charles Gibson, Allen Hall, Hal T. Hickel, John Knoll – Pirates of the Caribbean – Fluch der Karibik 2 (Pirates of the Caribbean: Dead Man’s Chest)
Steven Begg, Chris Corbould, John Paul Docherty, Ditch Doy – James Bond 007: Casino Royale (Casino Royale)
Everett Burrell, Edward Irastorza, David Martí, Montse Ribé – Pans Labyrinth (El laberinto del fauno)
Neil Corbould, Richard R. Hoover, Mark Stetson, Jon Thum – Superman Returns
Paul Corbould, Frazer Churchill, Mike Eames, Tim Webber – Children of Men

### Beste Nachwuchsleistung (Carl Foreman Award)
Andrea Arnold (Regie) – Red Road
Julian Gilbey (Regie) – Rollin’ with the Nines
Christine Langan (Produktion) – Pierrepoint
Gary Tarn (Regie) – Schwarze Sonne (Black Sun)
Paul Andrew Williams (Regie) – London to Brighton

### Bester animierter Spielfilm
Happy Feet – George Miller
Cars – John Lasseter
Flutsch und weg (Flushed Away) – David Bowers, Sam Fell

### Bester animierter Kurzfilm
Guy 101 – Ian W. Gouldstone
Dreams and Desires: Family Ties – Les Mills, Joanna Quinn
Peter und der Wolf – Alan Dewhurst, Suzie Templeton, Hugh Welchman

### Bester Kurzfilm
Do Not Erase – Asitha Ameresekere
Care – Rachel Bailey, Tracy Bass, Corinna Faith
Cubs – Tom Harper, Lisa Williams
Hikikomori – Karley Duffy, Paul Wright
Kissing, Tickling and Being Bored – Jim McRoberts, David Smith

### Bester nicht-englischsprachiger Film
Pans Labyrinth (El laberinto del fauno), Mexiko – Alfonso Cuarón, Alvaro Augustin, Guillermo del Toro
Apocalypto, Vereinigte Staaten – Mel Gibson, Bruce Davey
Black Book (Zwartboek), Niederlande – Teun Hilte, San Fu Maltha, Jens Meurer, Paul Verhoeven
Rang De Basanti – Die Farbe Safran (Rang de Basanti), Indien – Ronnie Screwvala, Rakreysh Omprakash Mehra
Volver – Zurückkehren (Volver), Spanien – Agustín Almodóvar, Pedro Almodóvar

## Ehrenpreise

### Academy Fellowship
- Anne V. Coates – britische Filmeditorin

### Herausragender britischer Beitrag zum Kino (Michael Balcon Award)
(Outstanding British Contribution to Cinema)
- Nick Daubeny – britischer Aufnahmeleiter

### Special Award
- Bryan Forbes – britischer Filmregisseur, Drehbuchautor und Schauspieler